# Diocesi di Siuna
La diocesi di Siuna (in latino Dioecesis Siunaënsis) è una sede della Chiesa cattolica in Nicaragua suffraganea dell'arcidiocesi di Managua. Nel 2022 contava 270.430 battezzati su 602.360 abitanti. È retta dal vescovo Isidoro del Carmen Mora Ortega.

## Territorio
La diocesi comprende la Regione Autonoma della costa caraibica settentrionale e i comuni di Paiwas, Desembocadura de Río Grande e La Cruz de Río Grande della Regione Autonoma della costa caraibica meridionale nella parte centro-orientale del Nicaragua.
Sede vescovile è la città di Siuna, dove si trova la cattedrale di Nostra Signora di Guadalupe.
Il territorio si estende su 47.385 km² ed è suddiviso in 18 parrocchie che sono: Waspam, Puerto Cabezas (Bilwi), Rosita, Bonanza, Siuna, Waslala, El Naranjo, Santa Rita, Mulukukú, Ubú Norte, San Pedro e La Cruz de Río Grande.

## Storia
La diocesi è stata eretta il 30 novembre 2017 con la bolla Cunctae catholicae di papa Francesco, ricavandone il territorio dal vicariato apostolico di Bluefields, che contestualmente è stato elevato a diocesi.

## Cronotassi dei vescovi
Si omettono i periodi di sede vacante non superiori ai 2 anni o non storicamente accertati.
- David Albin Zywiec Sidor, O.F.M.Cap. † (30 novembre 2017 - 5 gennaio 2020 deceduto)[2]
- Isidoro del Carmen Mora Ortega, dall'8 aprile 2021

## Statistiche
La diocesi nel 2022 su una popolazione di 602.360 persone contava 270.430 battezzati, corrispondenti al 44,9% del totale.
| anno | popolazione | popolazione | popolazione | presbiteri | presbiteri | presbiteri | presbiteri                | diaconi | religiosi | religiosi | parrocchie |
| anno | battezzati  | totale      | %           | numero     | secolari   | regolari   | battezzati per presbitero | diaconi | uomini    | donne     | parrocchie |
| ---- | ----------- | ----------- | ----------- | ---------- | ---------- | ---------- | ------------------------- | ------- | --------- | --------- | ---------- |
| 2017 | 363.160     | 536.568     | 67,6        | 16         | 14         | 2          | 22.697                    |         | ?         | 24        | 17         |
| 2020 | 265.096     | 590.224     | 44,9        | 24         | 21         | 3          | 11.045                    | 29      | 3         | 35        | 13         |
| 2022 | 270.430     | 602.360     | 44,9        | 25         | 24         | 1          | 10.817                    | 3       | 39        | 34        | 18         |